# Sztripszky Hiador
Sztripszky Hiador (Szelestó, 1875. március 7. – Budapest, 1946. március 9.) ruszin származású magyar néprajzkutató, irodalomtörténész.

## Életpályája
Egyetemi tanulmányait Budapesten, Kolozsvárott és Lembergben végezte, a Kolozsvári Magyar Királyi Ferenc József Tudományegyetemen szerzett bölcsészettudományi doktorátust 1909-ben. Az Erdélyi Kárpát-egyesület Kolozsvári Néprajzi Múzeumában, 1903-tól az Erdélyi Nemzeti Múzeumban, 1910-től pedig az Magyar Nemzeti Múzeum Néprajzi Osztályán dolgozott. Publikációit Mikes Hiador álnéven jegyezte. Mivel a Tanácsköztársaság alatt, 1919-ben a ruszin ügyekkel foglalkozó népbiztosságon dolgozott, 1922-ben nyugdíjazták. Ezután haláláig visszavonultan élt. (Miniszteri tanácsos rangot kapott 1945 előtt mint hiteles fordító. 1946-ban kitelepítették feleségével együtt egy Egerhez közeli tanyára.)

## Művei
- Kossuth Lajos a ruthén népköltészetben. Bp., 1907. (Különnyomat az Ethnographiából)
- Zapiszki z Verhovini [Verhovinai útijegyzetek] H.n., 1907.
- Az erdélyi halászat ismeretéhez. Kolozsvár, 1908.
- Az erdélyi halastavak ismeretéhez. Régi és más halastavak. Uo., 1908.
- Sztojka pp. újonnan felfedezett antimensiója és az iskolai monostor. Ungvár, 1910.
- Szegedi Gergely énekeskv-e 16. századbeli román fordításban. Protestáns hatások a hazai románságra. Alexics Györggyel. Uo., 1911.
- Uhroruszki litopisznyi zapiszki. (Magyarorosz év szerinti feljegyzések) H.n., 1911.
- Adalékok Szabó Károly [„Régi magyar könyvtár” c.] munkájának I-II. kötetéhez. Pótlások és igazítások. Bp., 1912. (soksz.)
- Jegyzetek a görög kultúra Árpádkori nyomairól. Uo., 1913. Online
- A görög-katholikus magyarság utolsó kálvária-útja 1896-1912. Írta Szabó Jenő. (A szerző dolgozataiból és beszédeiből egybeállította, bevezetővel és jegyzetekkel kíséri Sztripszky Hiador.) Uo., 1913. Online
- Moskophilismus, ukrainizmus és a hazai rusznákok. Uo., [1913]. (Különnyomat a Budapesti Szemléből)
- Z sztarsoji piszmennosztyi Uhorszkoji Ruszi (Magyar Oroszország régebbi írásbeliségéből). h. n., 1914.
- Ének Igor hadairól és a palócokról. Ford. Varga Bálinttal. Bp., [1916] (Ukrán könyvtár 2.)
- Históriás énekek a rettenetes Iván czarrúl, ifiu testőrzőjérül és az vitéz kalmár Kalasnikovrul. Írta Lermontov Mikhál. [Ford.] Uo., 1924. [1923]
- Literarne makresy. H.n., 1942.
- Pocsatki drzckarsztva na Podkarpatyu. (A nyomdászat kezdetei Kárpátalján) h. n., 1942.
- Mivel tartozunk az orosz irodalomnak? [benne Puskin: Nulin gróf c. művének ford.] Szeged, 1949.